# Tournai
Tournai (francoska izgovorjava: [tuʁnɛ], nizozemsko Doornik), je frankofonsko mesto v belgijski regiji Valoniji (provinca Hainaut). Leta 2011 je mesto imelo 69.440 prebivalcev.

## Geografija
Tournai leži ob reki Šeldi v bližini meje s Francijo, 85 km jugozahodno od Bruslja.

## Zgodovina
Tournai je eno najstarejših mest v Belgiji. Kot antični Turris Nerviorum je postal postojanka na mestu, kjer je rimska cesta iz Colonie (Köln) v Bononio (Boulogne-sur-Mer) prečkala reko Šeldo. Utrjen je bil pod cesarjem Maksimijanom v 3. stoletju potem, ko se je rimski limes pomaknil nazaj na črto postojank vzdolž ceste. Leta 432 so ga osvojili salijski Franki, pod kraljem Hilderikom I. (ca. 440-481/482) je postal središče Frankovskega cesarstva. Leta 486 je bilo pod Klodvikom I. središče moči premaknjeno v Pariz, medtem ko je Tournai postal sedež novoustanovljene škofije, za prvega škofa pa je bil izbran domačin sv. Elevterij. Kasneje v letu 862 je Tournai pod tedaj še zahodnofrankovskim kraljem Karlom Plešastim postal sedež grofije Flandrije.
Po razdelitvi Frankovskega cesarstva je s sporazumoma v Verdunu (863) in Meerssenu (870) ostal v njegovem zahodnem delu. Z oblačili, izdelanimi iz angleške volne je prispeval k vzponu mest v nizozemskih deželah 11. stoletja. Leta 1030 se je začela obnova katedrale. Leta 1187 je mestno gospostvo seigneurie de Tournaisis po večletnih prizadevanjih postalo neodvisno od flandrijskih grofov in bilo direktno podloženo francoski kroni. Kamniti most Pont des Trous čez reko Šeldo, z obrambnimi stolpi na obeh straneh, je leta 1290 nadomestil do tedaj leseni most.
V 15. stoletju je mestna trgovina s tekstilom doživela popoln razmah, Tournai je postal pomemben dobavitelj tapiserij, cvetela je tudi slikarska umetnost. V letu 1513 ga je zavojeval angleški kralj Henrik VIII., pri čemer je Tournai postal edino belgijsko mesto pod vladavino Anglije; v tem času je imelo tudi svojega predstavnika v angleškem Parlamentu. Šest let kasneje je bil vrnjen Franciji.
Leta 1521 je pripadel posestim svetorimskega cesarja Karla V. na ozemlju Nizozemskih dežel, začelo se je obdobje verskih sporov in gospodarskega nazadovanja. V času 16. stoletja je Tournai postal branik kalvinizma, postopno ga je po dolgotrajnem obleganju leta 1581 osvojil španski guverner Nizozemskih dežel, parmski vojvod Alessandro Farnese. Po padcu mesta je bilo protestantom dano eno leto, da prodajo svoje posesti in se izselijo.
Stoletje kaneje, leta 1668, je bil Tournai po Aachenskem miru za kratek čas dodeljen Franciji Ludvika XIV. Po koncu vojne za špansko nasledstvo 1713 je bilo ozemlje španske Nizozemske, kateri je pripadal tudi Tournai, pod pogoji Utrechtskega miru dano Habsburžanom (Avstrijska Nizozemska). Z Dunajskim kongresom 1815, ki je sledil koncu Napoleonskih vojn, je mesto oblikovalo del Združenega kraljestva Nizozemske, po letu 1830 pa postalo del novoustanovljene Belgije.

## Zanimivosti
- romansko-gotska stolnica Notre Dame de Tournai z urnim stolpom, najstarejšim v Belgiji, od leta 2000 na Unescovem seznamu svetovne kulturne dediščine,
- romanska cerkev sv. Kvintina iz 12. stoletja,
- mestna hiša Hôtel de ville, nekdanja palača opatije sv. Martina,
- most Pont-des-Trous,
- arheološki muzej,
- kraljevi muzej vojaške zgodovine,
- muzej lepih umetnosti,
- muzej naravne zgodovine.

## Pobratena mesta
- Tarija (Bolivija)
- Troyes (Šampanja-Ardeni, Francija),
- Villeneuve-d'Ascq (Nord-Pas-de-Calais, Francija).